# Pression pulsée

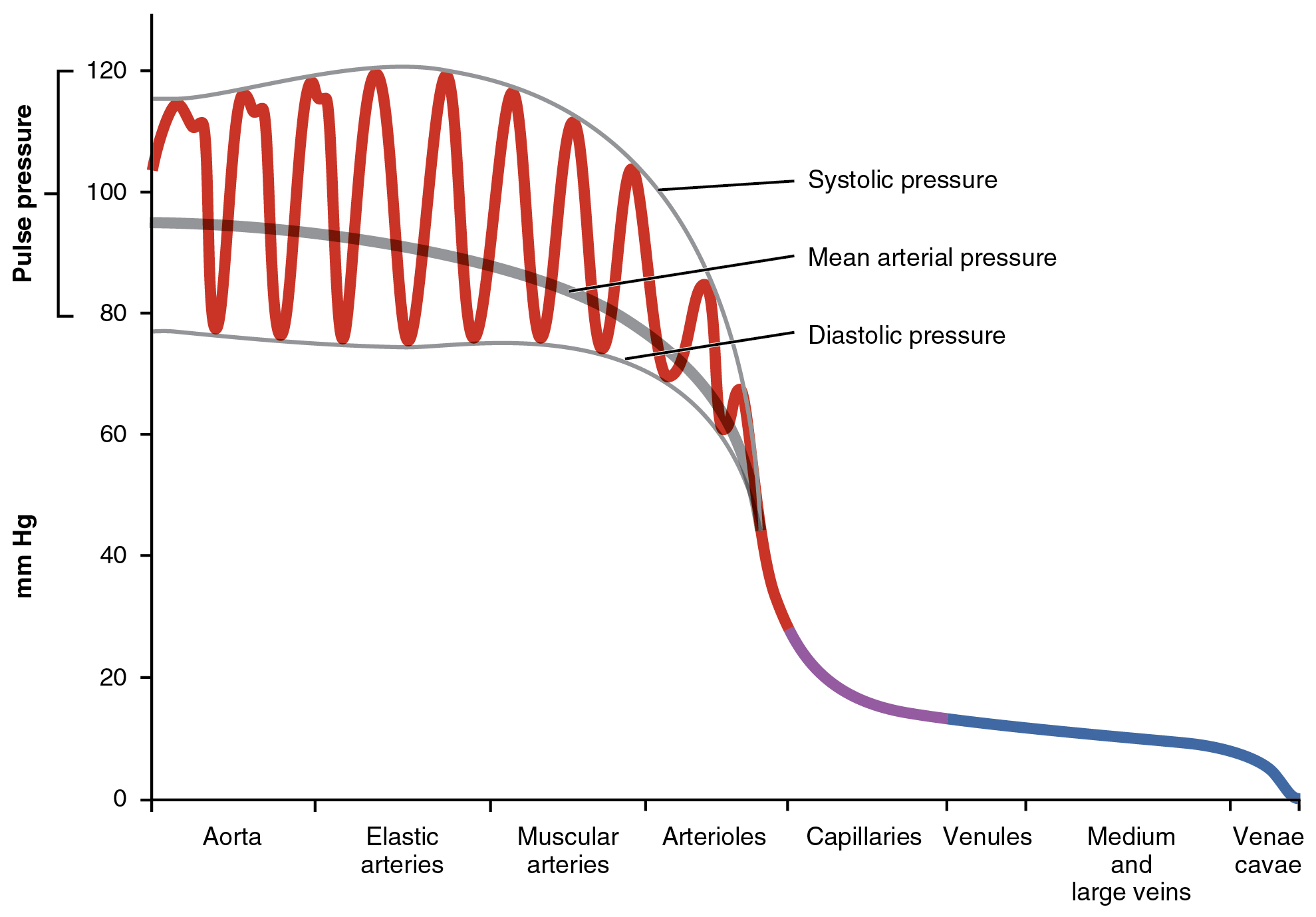
Graphique représentant les variations de pressions pulsées (en rouge, en mmHg) selon le type de vaisseau en fonction de leurs pressions artérielles systoliques et diastoliques respectives (en gris)

La pression pulsée ou pression différentielle est un élément physiologique concernant la pression artérielle. C’est la différence entre le pic  systolique de pression et la pression de fin de diastole.
{\displaystyle {\overline {\sigma }}=\left({pressionsystolique(Ps)}-{pressiondiastolique(Pd)}\right)}
Cette valeur dépend du Volume d'éjection systolique (VES) et de la compliance vasculaire (propriétés visco-élastique), c’est-à-dire de la capacité d’un vaisseau (artère) d’être étiré. L’équation fondamentale qui relie ces variables est {\displaystyle {\frac {volume}{pression}}}
L’interprétation de la pression pulsée est un moyen de reconnaître le vieillissement artériel, facteur reconnu de maladies cardio-vasculaires. La rigidité des gros troncs artériels qui accompagne le vieillissement artériel entraîne une élévation de la pression systolique et une baisse de la pression de la fin de diastole ce qui augmente la pression pulsée, tandis que la valeur de la pression artérielle moyenne reste inchangée.
Chez le sujet âgé, une pression pulsée élevée est un facteur prédictif de syndrome coronaire aigu, insuffisance cardiaque, accident vasculaire cérébral, etc.,. Les sujets âgés traités pour hypertension artérielle qui présentent une pression pulsée élevée (> 60 mm Hg) ne devraient pas avoir pour cible une pression artérielle systolique < 120 mm Hg, car cela les exposent à un sur risque d'accident vasculaire cérébral .   